# Козаче кладовище (Лієнц)
Козаче кладовище в Пеггеці (нім. Kosakenfriedhof in der Peggetz) — російське меморіальне кладовище, розташоване на березі гірської річки Драви в районі Пеггец міста Лієнц в Австрії. З'явилося 1945 році внаслідок видачі козаків у Лієнці. У 28 могилах поховано близько 200-300 козаків і біженців з території СРСР, зокрема й з України. Кладовище обслуговує Австрійський чорний хрест.

## Історія
Кладовище з'явилося в червні 1945 року, коли тут було здійснено поховання. На кладовищі був поставлений кам'яний хрест за участі уцілілих під час трагедії. 1948 року архієпископ Віденський і Австрійський Стефан (Севбо) замінив хрест пам'ятником..
У наступні роки з'явилися могильні плити, надгробні хрести зі світлого мармуру, територію кладовища було упорядковано і обгороджено. 1951 року на зібрані пожертви споруджено меморіал, який освятив архієпископ Стефан 15 серпня 1951 року.
Коли 1953 року було засновано «Союз православних», спостереження за підтриманням порядку на цьому цвинтарі було передано союзу.
1955 року — в десяту річницю видачі, архиєпископ Стефан освятив огорожу навколо кладовища.
Починаючи від 1960-х років, кожен рік в цей день тут збиралися на молитву спочатку вцілілі козаки, а потім їхні діти й онуки, з'їжджалися з різних частин Російського Зарубіжжя. У 1960-ті роки з'явилася ідея звести меморіальну каплицю, але тоді цього зробити не вдалося.
Щорічно сюди з різних кінців світу з'їжджалися представники російської діаспори — з Європи, США, Канади, Австралії: нащадки козаків, представники ветеранських організацій, історичних товариств і місцевої влади, а також прості жителі Лієнца. На 2015 рік існував «Союз пережилих трагедію в Лієнці», очолюваний вижилим під час трагедії Михайлом Райнером.
Міська влада виділила безкоштовно прилеглу до кладовища ділянку для будівництва каплиці. 2015 року до 70-річчя Лієнцської трагедії на меморіальному кладовищі освятили каплицю в ім'я Покрови Божої Матерії і святого Цесаревича Алексія.